# George Koval
George Koval, Gieorgij Abramowicz Kowal (ros. Жорж (Гео́ргий) Абрамович Коваль, ur. 25 grudnia 1913 w Sioux City, zm. 31 stycznia 2006 w Moskwie) – radziecki szpieg atomowy, chemik i nauczyciel akademicki, Bohater Federacji Rosyjskiej (2007).

## Życiorys
Urodził się w rodzinie żydowskiego emigranta z Rosji. Po ukończeniu szkoły studiował chemię w college'u, w 1932 wraz z rodziną udał się do ZSRR, zamieszkał w Birobidżanie w Żydowskim Obwodzie Autonomicznym, 1934-1939 studiował chemię w Instytucie Chemiczno-Technologicznym im. Miedwiediewa w Moskwie, w którym następnie był aspirantem. Jego życiorys i znajomość angielskiego zwróciły uwagę Głównego Zarządu Wywiadowczego Armii Czerwonej, który w 1940 wysłał go nielegalnie do Stanów Zjednoczonych, gdzie pod kryptonimem "Delmar" pracował w centrum atomowym w Oak Ridge w ramach Projektu Manhattan przy wynalezieniu bomby atomowej i jednocześnie dostarczał ZSRR cennych informacji nad temat projektu i używanych w nim materiałach - plutonie, polonie i innych. Dzięki jego informacjom w 1949 ZSRR zbudował własną bombę atomową. W końcu 1948 powrócił do ZSRR i ponownie podjął pracę w Instytucie Chemiczno-Technologicznym w Moskwie, gdzie ukończył aspiranturę i w 1953 został wykładowcą. Przygotował i opublikował około stu prac naukowych, które znalazły uznanie w kręgach naukowych. Brał aktywny udział w pracach konferencji naukowych i występował z wykładami. Został odznaczony Medalem „Za zwycięstwo nad Niemcami w Wielkiej Wojnie Ojczyźnianej 1941–1945”, medalami jubileuszowymi i honorową odznaką "Za Służbę w Wywiadzie Wojskowym". 2 listopada 2007 Prezydent Federacji Rosyjskiej Władimir Putin nadał mu pośmiertnie tytuł Bohatera Federacji Rosyjskiej.